# Livry-sur-Seine
Livry-sur-Seine település Franciaországban, Seine-et-Marne megyében. Lakosainak száma 2224 fő (2022. január 1.). Livry-sur-Seine La Rochette, Vaux-le-Pénil és Chartrettes községekkel határos.

## Népesség
A település népességének változása:
| Lakosok száma | 1906 | 1987 | 2074 | 2076 | 2081 | 2181 | 2207 | 2215 | 2224 |
|               | 2013 | 2015 | 2016 | 2017 | 2018 | 2019 | 2020 | 2021 | 2022 |